# Stylogaster minuta
Stylogaster minuta är en tvåvingeart som beskrevs av Townsend 1897. Stylogaster minuta ingår i släktet Stylogaster och familjen stekelflugor. Inga underarter finns listade i Catalogue of Life.